# Vinterväglag

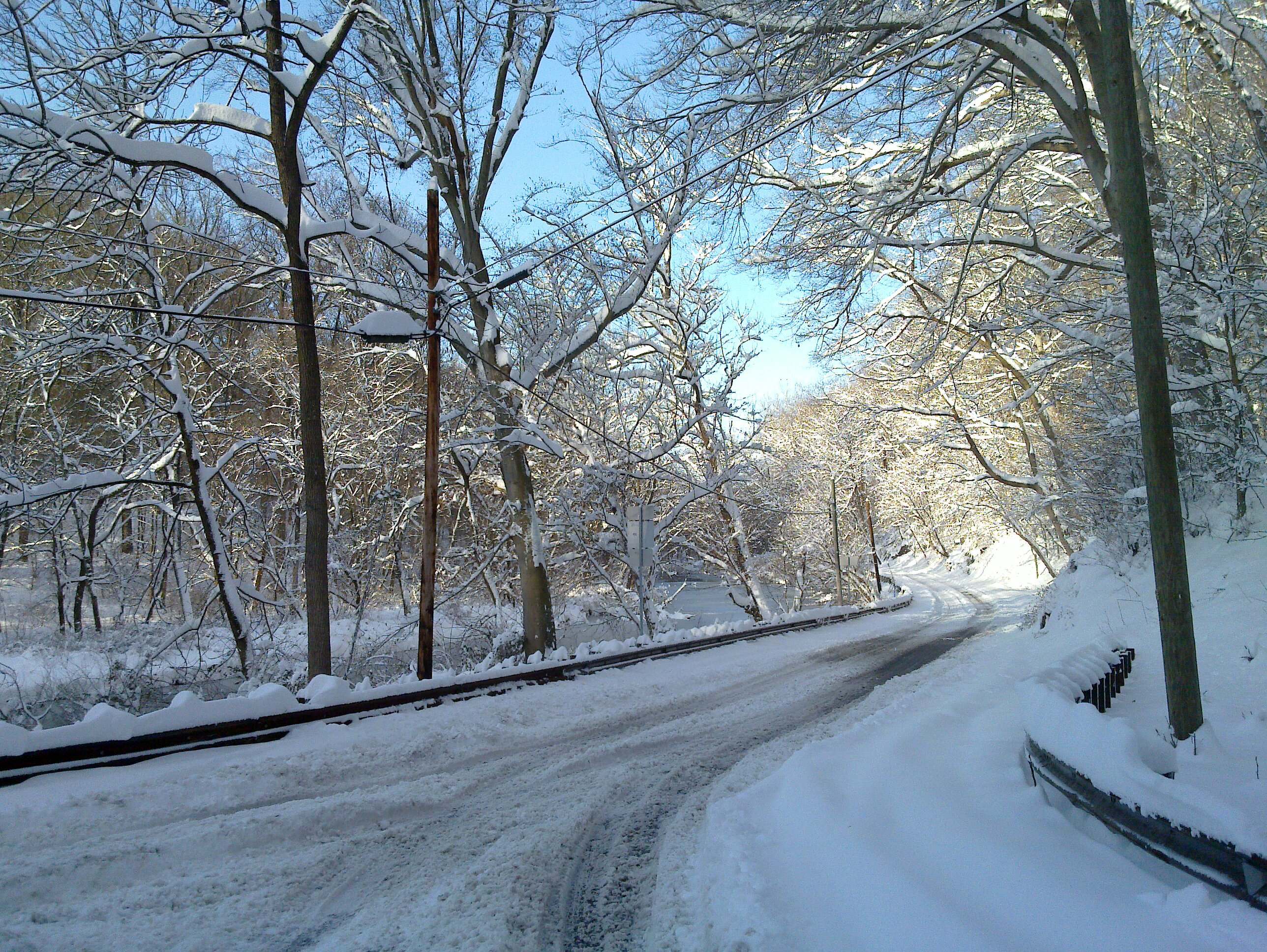
En väg med vinterväglag.

Vinterväglag kallas väglaget när det finns is, snö, snömodd eller frost någonstans på vägbanan. Förekomst av vinterväglag bestäms av den lokala polismyndigheten, men ska även bedömas av föraren.
I Sverige ställs krav på att bilar och tunga fordon har vinterdäck vid vinterväglag under perioden 1 december – 31 mars. Det är tillåtet att ha dubbdäck under tiden 1 oktober – 15 april i Sverige. Om det är eller befaras bli vinterlag får dubbdäck även användas annan tid.